# Тео Ернандез
Тео Бернард Франсоа Ернандез (фр. Theo Bernard François Hernández; Марсељ, 6. октобар 1997) познатији као Тео Ернандез је француски фудбалер, који тренутно игра за Милан. Његов старији брат Лукас игра за Пари Сен Жермен.

## Трофеји

### Реал Мадрид
- Суперкуп Шпаније (1) : 2017.
- Лига шампиона (1) : 2017/18
- Суперкуп Европе (1) : 2017.
- Светско клупско првенство (1) : 2017.

### Милан
- Серија А (1) : 2021/22.
- Суперкуп Италије (1) : 2024.

### Француска
- УЕФА Лига нација (1) : 2020/21.